# Tetragnatha taylori
Tetragnatha taylori este o specie de păianjeni din genul Tetragnatha, familia Tetragnathidae, descrisă de O. P.-cambridge, 1890. Conform Catalogue of Life specia Tetragnatha taylori nu are subspecii cunoscute.